# Schweißfuß
Als Schweißfuß, medizinisch Hyperhidrosis pedis bzw. Hyperhidrosis plantaris, wird die übermäßige Schweißabsonderung im Bereich der Füße bezeichnet.

## Anatomische und physiologische Grundlagen
Die Fußsohlen und Handinnenflächen sind mit besonders vielen ekkrinen Schweißdrüsen besetzt, in der Regel etwa 500 pro cm2. Diese dienen nicht der Thermoregulation, sondern der besseren Haftung der (nackten) Füße auf einer Unterlage. Dies zeigt sich auch darin, dass die entsprechende Schweißproduktion der Hände und Füße nicht vom thermoregulatorischen Zentrum, sondern einem eigenen Zentrum des Zentralnervensystems über den sympathischen Teil des vegetativen Nervensystems gesteuert wird. Das Schwitzen der Hände (Schweißhände) und Füße (palmoplantar) wird über sympathische Nervenfasern vermittelt und tritt während des Schlafes nicht auf.

## Schweißdrüsenüberfunktion
Eine Überaktivität des vegetativen Nervensystems und eine übernormale Größe der Schweißdrüsen werden als Ursachen für eine vermehrte Schweißabsonderung angesehen, die durch weitere Faktoren zusätzlich verstärkend beeinflussbar ist. Das vermehrte Schwitzen über die gesamte Haut wird als generelle Hyperhidrose bezeichnet. Eine lokalisierte Überfunktion (fokale Form) tritt meist im Bereich der Achselhöhlen (Axillen) mit der Bezeichnung Hyperhidrosis axillaris oder der Hände (Schweißhände, Hyperhidrosis palmaris) und eben auch der Füße (Hyperhidrosis plantaris) auf. Bei letzterer spricht man von einer Überfunktion, wenn die abgesonderte Flüssigkeit mehr als 50 mg pro Fuß und pro Minute beträgt.
Auf die Füße bezogen finden sich in der Umgangssprache Begriffe wie Sportlerfüße, Stinkefüße, Käsefüße, Käsemauken, Käsequanten oder Kasfüße, wobei diese Begriffe nicht allein bei einer Überfunktion der Schweißabsonderung an den Füßen, sondern hauptsächlich in Anspielung auf besonders starken Fußgeruch verwendet werden, welcher durch Schweißfüße allerdings begünstigt werden kann. Der Begriff des Käsefußes leitet sich von ähnlichen bakteriellen Zersetzungsprozessen ab, die auch bei der Produktion von Käse zum Einsatz kommen. Daraus resultiert der charakteristische, käsige Fußgeruch (siehe Isovaleriansäure). 
Bei Schweißfüßen ist die Hornschicht der Haut durch das vermehrte Schwitzen ständig durchfeuchtet, so dass diese aufweichen und aufquellen kann – eine Veränderung, die im englischen Sprachraum als pitted keratolysis bezeichnet wird. Zu den verstärkenden Faktoren sind luftundurchlässige Schuhe oder Socken zu nennen, die zur Bildung einer sogenannten feuchten Kammer, also einer Schweißansammlung am Fuß, führen können. Im Extremsituationen kann daraus u. U. der Immersionsfuß entstehen, der eine besonders zu Kriegszeiten gefürchtete Soldatenkrankheit ist.

### Diagnose
Eine Überfunktion der Schweißdrüsen an den Füßen kann durch das Auftragen einer Iodtinktur und nach Trocknung anschließender Überpuderung mit Kartoffelstärke gemessen werden. Da der austretende Schweiß die angepinselte und gepuderte Fläche durch eine Blaufärbung deutlich verändert, ist aus der Intensität dieser Farbveränderung auch die individuelle Ausprägung des Schweißflusses erkennbar. Dieser Test ist auch für eine Verlaufskontrolle während einer Therapie geeignet.

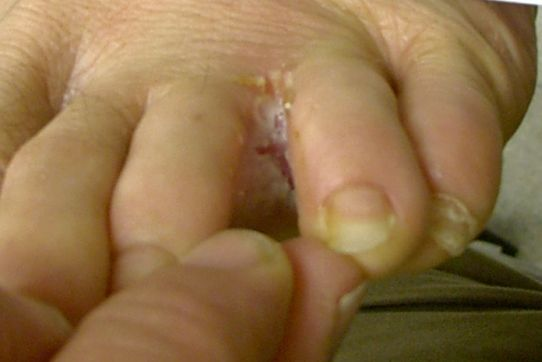
Interdigitalmykose
(Tinea pedis interdigitalis)

### Hautstatus
Die ständige Durchfeuchtung der Hornschicht ermöglicht eine Vermehrung der ortsständigen Keimflora, damit auch eine Zersetzung des Keratins und letztlich einen intensiven Geruch (Bromhidrosis), der die Betroffenen in soziale Isolation geraten lassen kann. Neben einer vermehrten bakteriellen Besiedelung kommt es häufig auch zu von Humanen Papillomviren verursachten Fußsohlenwarzen (Verrucae plantares) und Pilzinfektionen, meist einer Interdigitalmykose (Pilzinfektion der Zehenzwischenräume), welche beide oft nur schwer zu behandeln sind.

## Medizinische Studien
Eine Studie von Berthold Rzany und seinen Mitarbeitern von der Hautklinik der Charité in Berlin mit 30 Patienten mit Tinea pedis und mit 51 Kontroll-Teilnehmern hat gezeigt, dass die Rate für Fußpilzinfektionen bei Schweißfußpatienten ungefähr 3,5 mal höher ist als bei normalen Patienten.
Der niederländische Forscher Bart Knols der Universität Wageningen vermutet, dass eine bestimmte, Fette abbauende Bakterienart namens Brevibacterium epidermidis diejenige Bakterienart sei, die für die stärkste Geruchsentwicklung verantwortlich sei. Bakteriell abgebaute Fettsäuren ergäben den charakteristischen Geruch.
Der Limburger Käse reift unter Zuhilfenahme des nah verwandten Bakteriums Brevibacterium linens.

## Natürliche oder kulturelle Ursache von Fußgeruch
Die oben erwähnten Studienergebnisse müssen in Bezug auf Geruchsbildung aber relativiert werden; denn es bleibt zu klären, ob verschwitzte Füße in naturbelassenem Zustand (also ständig barfuß) auch einen starken Geruch entwickeln oder ob Fußgeruch hauptsächlich durch das Tragen von Socken und Schuhen verursacht wird.
Bloße Füße sind – auch in Sandalen – besser belüftet und können an der Luft und über dem Boden trocknen, wogegen in Socken und geschlossenen Schuhen ein feucht-warmes Mikroklima herrscht, das die bakterielle Schweißzersetzung und damit die Entwicklung von Fußgeruch begünstigt. Bestenfalls wird der Schweiß von den Socken (oder den Schuhen) absorbiert; diese können dann allerdings ebenso einen intensiven Geruch entwickeln. Fußgeruch, der nicht aufgrund von Schweißfüßen, Fuß- oder Nagelpilzbefall auftritt, ist nicht schädlich, daher sind in solchen Fällen neben einer allgemeinen Fußhygiene keine Gegenmaßnahmen erforderlich.

## Hilfreiche Maßnahmen
Schweißfüße sind kein Zeichen einer mangelnden Fußpflege oder generell der Hygiene. Fußpflege kann die Geruchsbildung verringern, wirkt aber nicht der übermäßigen Schweißproduktion entgegen.
Empfohlen werden folgende Maßnahmen:
- Tragen von Zehensocken, die aufgrund größerer Kontaktfläche mit der Haut den Schweiß besser absorbieren
- Fußbäder in kaltem Salzwasser
- Eincremen mit Hautcreme
- häufige Reinigung der Füße (vor allem mit kaltem Wasser)
- Fußbäder mit Gerbsäure
- barfuß laufen (so oft wie möglich)[3]
- geruchshemmende Einlegesohlen, welche beispielsweise Aktivkohle, Zedernholz und/oder Zimt enthalten
- Tragen von atmungsaktiven Schuhen
- häufiges Wechseln der Socken
- Socken mit Kupfer- oder Silberionen
- mechanische Entfernung von überschüssigen Hautschichten
- Antibakteriell wirkende Substanzen werden manchmal empfohlen. Portugiesische Forscher konnten zeigen, dass Lavendelöl bereits in geringen Konzentrationen verschiedene Hefepilze (Candida-Spezies) und Fadenpilze abtötet, die beim Menschen Fuß- und Nagelpilzerkrankungen verursachen können.[4][5][6]

Zur Bekämpfung der Hyperhidrose werden eine Reihe an alternativ- und komplementärmedizinischen Behandlungsmethoden angeboten, welche im Einzelfall Erfolge aufweisen können, jedoch individuell ein sehr unterschiedliches Ansprechen aufweisen. Solche Maßnahmen umfassen die tägliche Einnahme von verdünntem Apfelessig oder Fußbäder mit Apfelessig, Radiotherapie, Massage, Hypnosetherapie, Kräuterbäder und Akupunktur. Solche Maßnahmen gegen Hyperhidrose sind jedoch schlecht dokumentiert und weisen nur in individuellen Fällen Erfolge auf.

## Medizinische Therapie
Eine fachgerechte medizinische Therapie wird in der Regel soweit erforderlich in folgender Reihenfolge durchgeführt:
- Aluminiumchlorid-Therapie (siehe Hyperhidrose)
- Leitungswasseriontophorese
- Injektion von Botulinumtoxin (Botox) in die Fußflächenhaut (intradermal) unter leichter Narkose in Abständen von etwa sechs Monaten
- CT-gestützte lumbale Sympathikolyse

Hierbei wird unter örtlicher Betäubung Phenol in das Ganglion des Sympathikusgrenzstranges am Th12 jeweils beidseits injiziert. Das Schwitzen an den Füßen bleibt dann – bei erfolgreicher Therapie – durchschnittlich für ein volles Jahr aus.
- Sympathektomie

In besonders schweren Fällen kommt hier als Ultima ratio die chirurgische Durchtrennung des entsprechenden Nervs in Frage. Dieser Eingriff wird jedoch aufgrund des Risikos der sexuellen Dysfunktion sowie Erektionsstörungen nur noch selten durchgeführt.